# Koewacht
Koewacht ein geteiltes Dorf auf der Grenze zwischen den Niederlanden und Belgien. Es gehört niederländischerseits zur Gemeinde Terneuzen, welche in Zeeuws Vlaanderen in der Provinz Zeeland liegt. Der belgische Teil liegt in der Provinz Ostflandern und ist Teil der Gemeinden Lokeren und Stekene.

## Überblick
Der Ort besteht aus zwei Teilen, von denen der größte Teil niederländisch sowie ein kleiner Teil belgisch ist. Bis zum Jahr 1970 war der niederländische Teil eine eigenständige Gemeinde und wurde dann mit Axel zusammengeschlossen. Im Jahr 2003 folgte dann der Zusammenschluss mit Terneuzen.
Während des niederländischen Aufstands bildete es die Grenze zwischen den niederländischen und den spanischen Territorien. In jener Zeit wurden über zwanzig Forts erbaut, von denen sieben heutzutage zumindest zum Teil noch sichtbar sind. Im 18. Jahrhundert wurde es zu einem Zentrum für die Produktion von Leinen. Die Kirche wurde zwischen 1713 und 1714 gebaut, wurde aber im Jahr 1839 Teil Belgiens. Während des Ersten Weltkriegs wurde die Grenze gesperrt und das Grenzhochspannungshindernis verlief durch das Dorf. Eine weitere Kirche wurde von 1921 bis 1922 auf der niederländischen Seite gebaut.

## Geschichte
Traditionell ist Koewacht römisch-katholisch. In beiden Teilen des Dorfes gibt es Kirchen. Bis zum Ersten Weltkrieg gingen die Einwohner des niederländischen Teils des Dorfes im belgischen Teil, wo sich die Sint-Philippus- und die Jacobuskirche befinden, in die Kirche. Als die Grenze von den deutschen Besatzern geschlossen wurde, entstand das Bedürfnis nach einer eigenen Kirche. Diese wurde erst 1921–1922 gebaut. Diese Kirche, auch Sint-Philippus und Jacobuskerk genannt, ist ein neugotischer Entwurf des Architekten Wolter te Riele.
Die geografische Lage jenseits der Landesgrenze hat mit der Entstehung von Koewacht während des Achtzigjährigen Krieges zu tun. 1586 gehörte der belgische Teil den katholischen Spaniern. Von Axel aus wurden regelmäßig Razzien gegen das spanische Territorium organisiert. Zum Schutz der Grenze wurde eine Reihe von Festungen gebaut: die Verbindungslinie zwischen Hulst und Sas van Gent. In der Landschaft sind nur noch Spuren einiger Festungen zu finden, aber Fort Masereels wuchs schließlich zu einem Ort heran, der heute Koewacht heißt. Die Festung wurde hauptsächlich von französischen Söldnern bewohnt, was die französischen Wörter im lokalen Dialekt erklärt. An Stelle der ehemaligen Festung steht heute die (belgische) Kirche. Der älteste Teil (der Turm) stammt aus dem achtzehnten Jahrhundert. Bevor die heutige Steinkirche gebaut wurde, gab es eine Holzkirche, von der nichts mehr übrig ist. Der Standort für das Fort wurde nicht zufällig gewählt. Im sechzehnten Jahrhundert war das ganze Gebiet sehr feucht und die Festung lag auf dem höchsten Teil und blieb daher trocken. Sie bewachte den Eingang zum Moerbekepolder und zum Riedepolder.
Infolge der belgischen Abspaltung vom Königreich der Vereinigten Niederlande im Jahr 1830 wurde das Dorf in einen belgischen und einen niederländischen Teil geteilt.

## Natur und Landschaft
Koewacht liegt an der Grenze zwischen dem Meereslehmpoldergebiet und dem sandigeren Waasland auf einer Höhe von etwa 1,5 Metern. Die belgisch-niederländische Grenze wird teilweise vom Pereboomsgat, einem Bach, gebildet. Weitere Bäche sind der Boschkreek östlich von Koewacht und der Groote Gat nördlich dieses Dorfes.
Die Polder im niederländischen Teil sind bewaldet, hier befindet sich auch das ehemalige Fort Moerspui. Der belgische Teil hat ausgedehnte Wälder, besonders im Südwesten und Norden dieses Ortes.

## Sport
Im Dorf ist der Fußball-Klub RKVV Koewacht beheimatet, welcher derzeit in der Vierde klasse (9. Liga) spielt.

## Galerie

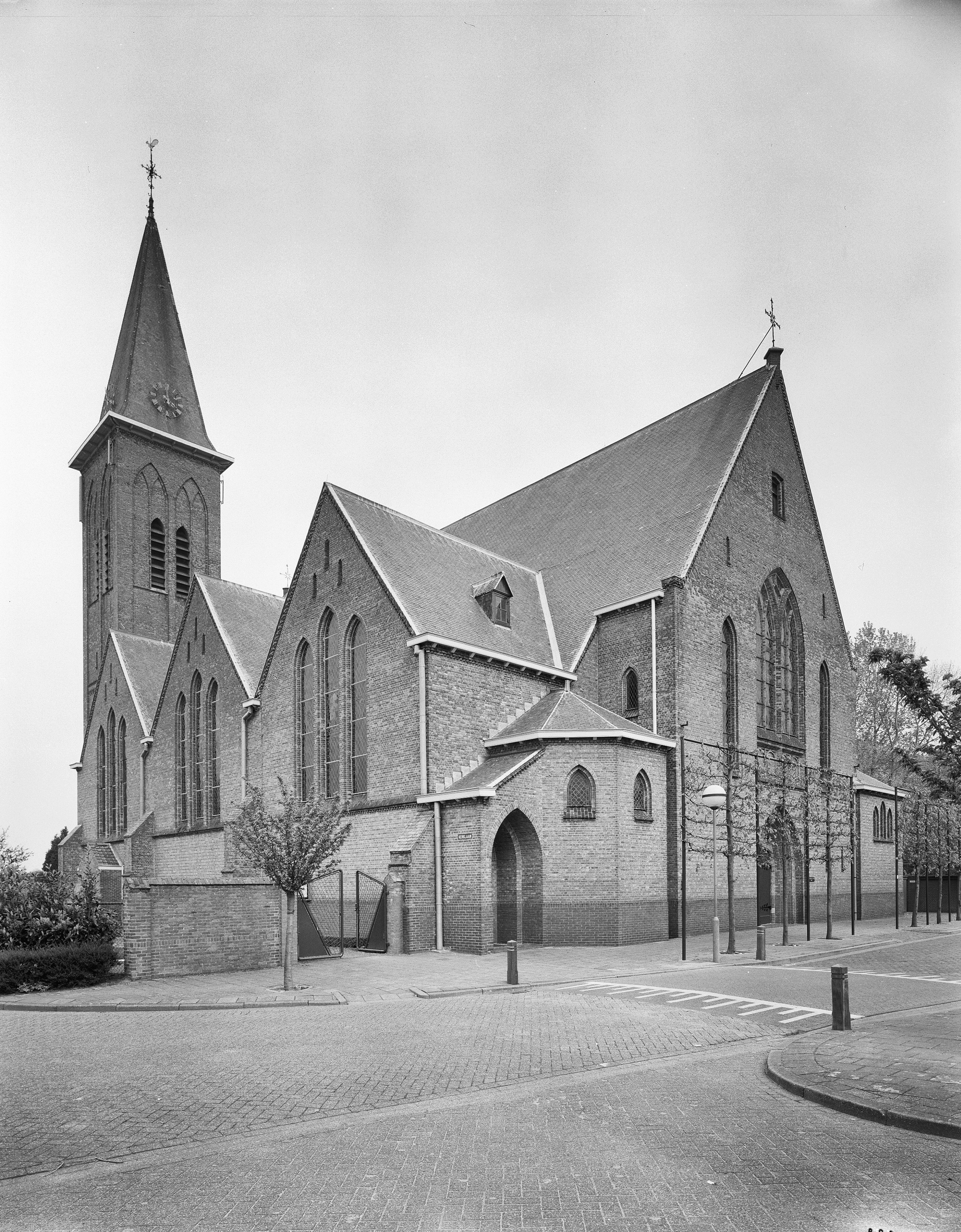
Kirche in den Niederlanden
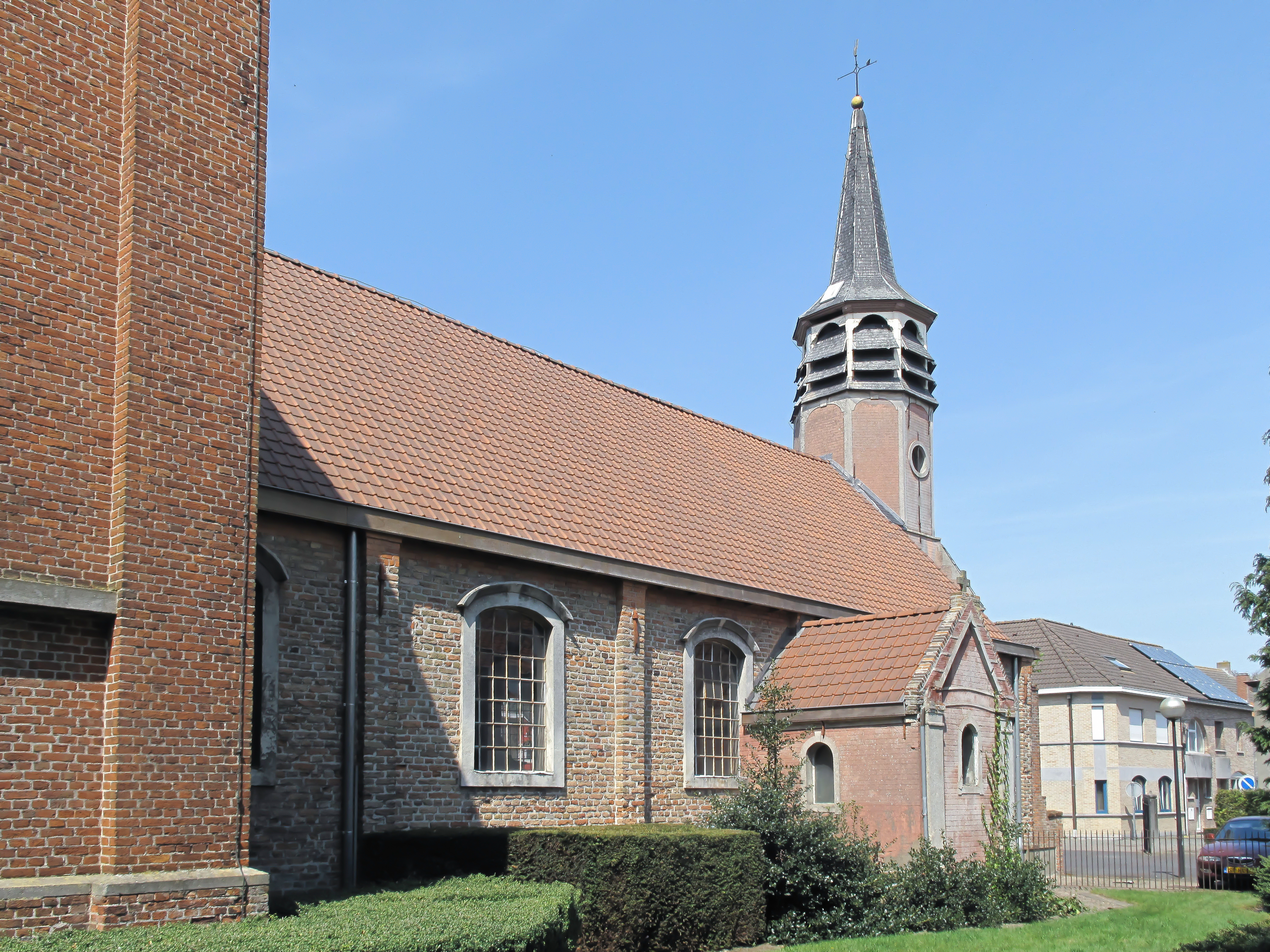
Kirche in Moerbeke in Belgien

## Persönlichkeiten
- René van Hove (1913–1997), niederländischer Radrennfahrer